# Општина Таргушор (Констанца)
Таргушор (рум. Târguşor) општина је у Румунији у округу Констанца.
Oпштина се налази на надморској висини од 143 m.